# Un bon any
Un bon any (títol original en anglès: A Good Year) és una pel·lícula estatunidenca de Ridley Scott estrenada el 2006. És basada en la novel·la Una bona collita de l'escriptor anglès Peter Mayle. Aquest film ha estat doblat al català.

## Argument
Màxim Skinner és un broker avar i sense escrúpols que treballa per a la City de Londres. Un dia, hereta del seu oncle Henry mort una vinya a la Provença. Va al lloc, i s'enamora de l'encant de la zona, en particular del vi, del clima mediterrani i de les dones, i sobretot de Fanny Chenal, bonica gerent d'un cafè local. Troba a la casa del seu oncle Francis Duflot, el vinyataire que ha conegut nen i que vigila des de fa trenta anys els ceps.
Mentre pren possessió de les seves terres, Max s'assabenta que l'han despatxat degut a una de les seves transaccions dubtoses. Decideix instal·lar-se algun temps en la propietat. Sabent que un castell i una vinya poden valer diversos milions de dòlars si el vi és bo, considera vendre-ho, però descobreix que la hisenda no produeix més que un horrible vi de taula.
Mentre Max comença a poc a poc a tastar la dolçor de la vida provençal, una jove californiana, Christie Roberts, desembarca de sobte i pretén que és la filla il·legítima de l'oncle mort, cosa que podria fer d'ella l'hereva de la hisenda. Mentre Max s'interroga sobre el seu futur i el del castell, descobreix al celler diverses ampolles d'un vi anomenat Le Coin Perdu, del qual s'assegura que es ven molt car des de fa anys.

## Repartiment
- Russell Crowe: Max Skinner
- Marion Cotillard: Fanny Chenal
- Albert Finney: Oncle Henry
- Freddie Highmore: Max de nen
- Didier Bourdon: Francis Duflot
- Abbie Cornish: Christie Roberts
- Tom Hollander: Charlie Willis
- Archie Panjabi: Gemma
- Isabelle Candelier: Ludivine Duflot
- Jacques Herlin: Papa Duflot
- Valeria Bruni Tedeschi: Nathalie Auzet
- Kenneth Cranham: Sir Nigel
- Gilles Gaston-Dreyfus: l'enòleg
- Marine Casto: Fanny, de jove
- Rafe Spall: Kenny

## Cançons
- Al tràiler de la pel·lícula, se sent Moi... Lolita d'Alísia. Aquesta cançó passa a la pel·lícula quan el personatge de Russell Crowe recorre la zona rural de la Provença amb el seu cotxe.
- Quan el personatge de Russell Crowe sopa amb el personatge de Marion Cotillard, un cantant entona Festa! de Charles Trenet.

## Al voltant de la pel·lícula
- Ridley Scott i Peter Mayle són veïns de vacances en el Luberon. Com a resposta a un article sobre el preu del vi, el 2004, van tenir la idea de tractar el tema. Van convenir mentre que Peter escriuria una novel·la i Ridley l'adaptaria al cinema.[3]
- Principals llocs de rodatge: Londres per a les seqüències de la borsa, Bonnieux per la hisenda vitícola (Château La Canorgue), Gordes per a les escenes del restaurant on treballa, Cucuron per a l'escena del restaurant on soparan.